# 25 février 1955
Le vendredi 25 février 1955 est le 56e jour de l'année 1955.

## Naissances
- Camille Thériault, personnalité politique canadienne
- Dominique Lemerle, contrebassiste de jazz français
- Enric Miralles (mort le 3 juillet 2000), architecte espagnol
- Florence Chevallier, photographe française
- Gabriela Sima (morte le 27 avril 2016), chanteuse d'opéra autrichienne
- Hubert Baumgartner, joueur autrichien de football
- Manfred Nielson, militaire allemand
- Stéphane Audoin-Rouzeau, historien français
- Yannick Blanc, haut fonctionnaire français

## Décès
- William Dupree (né le 7 juin 1909), bobeur américain

## Événements
- Pie XII érige le diocèse catholique d'Helsinki